# Palicourea apicata
Palicourea apicata är en måreväxtart som beskrevs av Carl Sigismund Kunth. Palicourea apicata ingår i släktet Palicourea och familjen måreväxter. Inga underarter finns listade i Catalogue of Life.